# Dipoena crocea
Dipoena crocea är en spindelart som först beskrevs av O. Pickard-Cambridge 1896.  Dipoena crocea ingår i släktet Dipoena och familjen klotspindlar.
Artens utbredningsområde är Guatemala. Inga underarter finns listade i Catalogue of Life.